# Alberto J. Pani
Alberto J. Pani Arteaga (Aguascalientes, 12 juni 1878 - Mexico-Stad, 25 augustus 1955) was een Mexicaans politicus en econoom. Hij wordt gezien als de schepper van het hedendaagse Mexicaanse monetaire systeem. Hij leverde ook een belangrijke, zij het omstreden, bijdrage aan het Mexicaanse cultuurbeleid in de 20e eeuw.

## Biografie

### Politieke carrière
Pani studeerde in Aguascalientes en later in Mexico-Stad. In 1911 werd hij door president Francisco I. Madero als onderminister van Onderwijs en Schone kunsten benoemd. Na de decena trágica waarbij Madero uit het zadel werd gestoten en vermoord sloot Pani zich aan bij het constitutionalistische verzet tegen Victoriano Huerta. Na de overwinning van de constitutionalisten benoemde Venustiano Carranza hem tot minister van industrie, handel en arbeid. In 1919 trad hij af en werd hij ambassadeur in Frankrijk. In 1923 keerde hij terug naar Mexico om Minister van Financiën te worden. Hij bleef dit tot 1927. In samenwerking met Manuel Gómez Morín stichtte hij in 1925 de Banco de México, Mexico's centrale bank. Later stichtte hij nog een aantal financiële instituties, waaronder BANOBRAS.

### Kunstverzamelaar
Pani had een speciale voorliefde voor cultuurbeleid. Hoewel hij na 1911 geen verantwoordelijkheid meer had voor cultuurbeleid was hij als minister van Financiën toch invloedrijk. Pani gebruikte zijn invloed om het Paleis voor Schone Kunsten en het Monument voor de Revolutie af te laten bouwen. Hij wordt gezien als grondlegger van het Mexicaanse Instituut voor de Schone Kunsten, de nationale autoriteit voor cultuur.
Tijdens zijn periodes als ambassadeur in Parijs verzamelde Pani een belangrijke collectie Europese kunst van de 17e tot de 19e eeuw. Zijn eerste collectie, opgebouwd tussen 1919 en 1921, verkocht hij aan de Mexicaanse staat in 1926 toen hij zelf minister van Financiën was. Voor zijn tweede collectie, aangeschaft eind jaren '20, had hij zichzelf overheidsgelden toegewezen. Deze omstreden transacties kostten hem later zijn politieke carrière. Zijn collectie Europese kunst werd de laatste grote aanwinst voor het Museo Nacional de San Carlos.
Pani overleed in 1955. 
- International Standard Name Identifier: 0000 0000 6788 7882
- Library of Congress Control Number: nr90027108
- Nationale Bibliotheek van Israël: 987007433798905171
- Nederlandse Thesaurus van Auteursnamen: 173191312
- Système universitaire de documentation: 119923416
- Virtual International Authority File: 61395718
- WorldCat: E39PBJrGrFpx3jJ8yCPVCFcgKd